# Montrichard
Montrichard je naselje in občina v osrednjem francoskem departmaju Loir-et-Cher regije Center. Leta 2009 je naselje imelo 3.429 prebivalcev.

## Geografija
Kraj leži v pokrajini Touraine ob reki Cher, 33 km južno od Bloisa.

## Uprava
Montrichard je sedež istoimenskega kantona, v katerega so poleg njegove vključene še občine Angé, Bourré, Chaumont-sur-Loire, Chissay-en-Touraine, Faverolles-sur-Cher, Monthou-sur-Cher, Pontlevoy, Rilly-sur-Loire, Saint-Georges-sur-Cher, Saint-Julien-de-Chédon, Thenay in Vallières-les-Grandes s 16.362 prebivalci (v letu 2010).
Kanton Montrichard je sestavni del okrožja Blois.

## Zanimivosti
- donjon, stolp nekdanje srednjeveške trdnjave Château de Montrichard iz 11. stoletja, francoski zgodovinski spomenik od leta 1877,
- cerkev Notre-Dame de Nanteuil iz 12. do. 15. stoletja,
- cerkev sv. Križa iz 11. stoletja,
- stolp Tour de Montrichard, ostanek nekdanjih utrdb,
- hiša Maison de l'Ave Maria iz 15. in 16. stoletja,
- srednjeveški most na reki Cher.

- Château de Montrichard
- Notre-Dame de Nanteuil
- Maison de l'Ave Maria

## Promet
- železniška postaja Gare de Montrichard ob progi Vierzon - Saint-Pierre-des-Corps;

## Pobratena mesta
- Eltville am Rhein (Hessen, Nemčija);